# حارة السبخة (الحصن)
السبخة هي إحدى حارات حي عبدالله محسن بمدينة الحصن التابعة لمحافظة أبين، بلغ تعداد سكانها 1129 نسمة حسب تعداد اليمن لعام 2004.